# Georges Berger (tornász)
Georges Hubert Albert Berger (Franciaország, Nord, Louvroil, 1897. május 1. – Franciaország, Nord, Trith-Saint-Léger, 1952. november 16.) olimpiai bronzérmes francia tornász.
Ez első világháború után az 1920. évi nyári olimpiai játékokon, mint tornász versenyzett és csapat összetettben bronzérmes lett.